# Resolució 2274 del Consell de Seguretat de les Nacions Unides
La Resolució 2274 del Consell de Seguretat de les Nacions Unides fou adoptada per unanimitat el 15 de març de 2016. El Consell va ampliar al mandat de la Missió d'Assistència de les Nacions Unides a l'Afganistan (UNAMA) durant un any fins al 17 de març de 2017.

## Contingut
El 2015, es va iniciar una dècada de transició en què les autoritats afganeses havien de recuperar el control de la seguretat, el govern i el desenvolupament del país amb ajuda de la UNAMA. El suport de la comunitat internacional també era de gran importància. A la propera cimera de l'OTAN a Varsòvia al juliol i a la conferència de l'Afganistan a Brussel·les a l'octubre, es prendran decisions importants sobre el suport que rebrà el país.
Al juliol de 2015, es van celebrar converses directes entre el govern i els talibans al Pakistan. Grups extremistes com els talibans i Al Qaeda i les bandes de narcotraficants continuaven representant una amenaça a diverses regions. La creixent presència d'Estat Islàmic també causava preocupació. Es van produir més combats al voltant de les ciutats, el que van provocar més morts de civils. El 2015 hi havia més de 11.000 víctimes, de les quals 3.545 van morir, i 3.000 eren nens. La majoria van ser causades pels talibans, però havia augmentat la proporció de víctimes provocades pes les tropes del govern i de l'OTAN.